# Восс
Воссⓘ (норв. Voss) — комуна у фюльке Вестланн, Норвегія. Адміністративний центр муніципалітету — село Воссеваген.
Восс як комуна існує з 1 січня 1964 року. По території комуни пролягають дорога і залізниця з Осло в Берген. Головні заняття місцевого населення — сільське господарство і туризм.

## Історія
В епоху вікінгів до Гаральда І Восс був маленьким царством. Згідно з легендою, місцеве населення було насильно наверне до християнства за правління Олафа ІІ, який згодом став Святим Олафом. Саме в цей час у Воссенвазі був зведений кам'яний хрест. Тут також є кам'яна церква 1277 року та восьмикутна дзвіниця XVI ст. А дерев'яна ратуша Гільдголл вважається найстарішою дерев'яною спорудою Північної Європи.
Після німецького вторгнення в Норвегію 9 квітня 1940 року, Восс був основної точкою мобілізації норвезької армії на заході країни через те, що Берген був захоплений у перший день вторгнення. Хоч основна частина мобілізованого війська залізницею перемістилася на схід країни, проте Восс став серйозною перешкодою німецьким солдатам у просуванні на схід. Три дні (з 24 по 26 квітня) ВПС Німеччини бомбували Восс і прилягаючі до нього території задля знищення опору. Біль травня шість військових і цивільних загинули, а Восс 27 квітня був окупований. Окупація тривала до 8 травня 1945 року.
Сучасна комуна існує з 1 січня 1964 року.
| Рік  | Населення |
| ---- | --------- |
| 1951 | 9 433     |
| 1960 | 10 275    |
| 1970 | 13 765    |
| 1980 | 14 163    |
| 1990 | 14 035    |
| 2000 | 13 726    |
| 2007 | 13 786    |
| 2008 | 13 768    |
| 2009 | 13 868    |

## Відомі мешканці
В XIX і на початку XX століть звідси, як і з усієї Західної Норвегії, масово емігрувало населення у США. В США деякі вихідці з Воссу ставали шерифами, суддями, сенаторами, видавцями, письменниками і футболістами. Проте найбільше варто відзначити олімпійських чемпіонів, які тут народилися.
- Ейрік Квалфосс — 1984 (біатлон)
- Крістен Шельдаль — 1992 і 2002 (лижний спорт)
- Карі Тро — 2002 (фристайл)
- Егіль Йелланн — 2002 (біатлон)

Всього, уродженці Воссу завоювали 6 золотих, 5 срібних і 7 бронзових медалей на Зимових Олімпійських іграх.

## Галерея

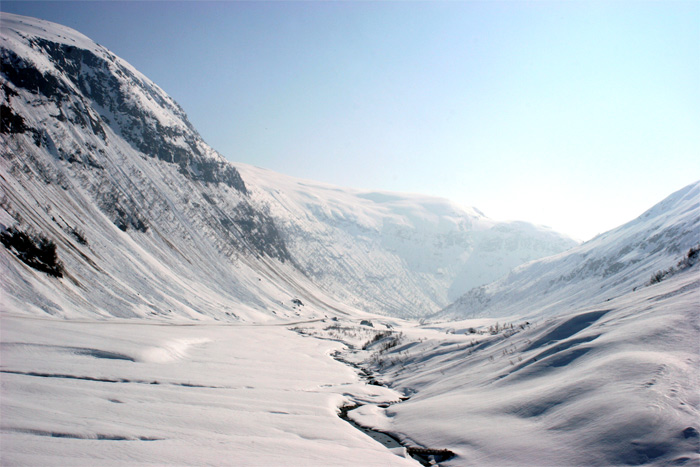
Гори поблизу Воссу (зима 2005)
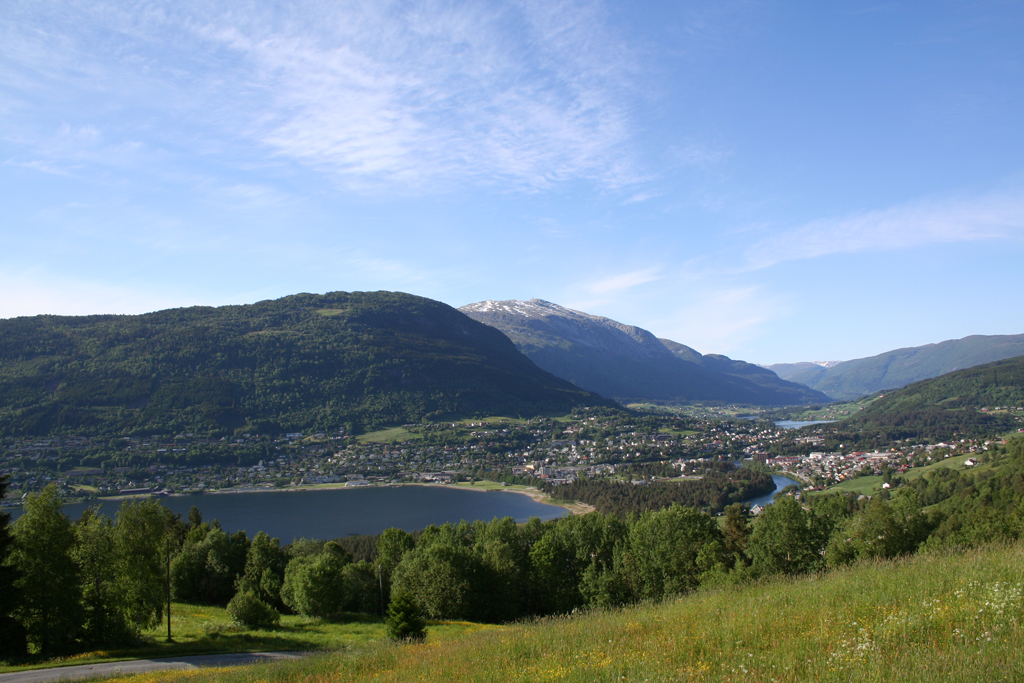
Панорама Воссу
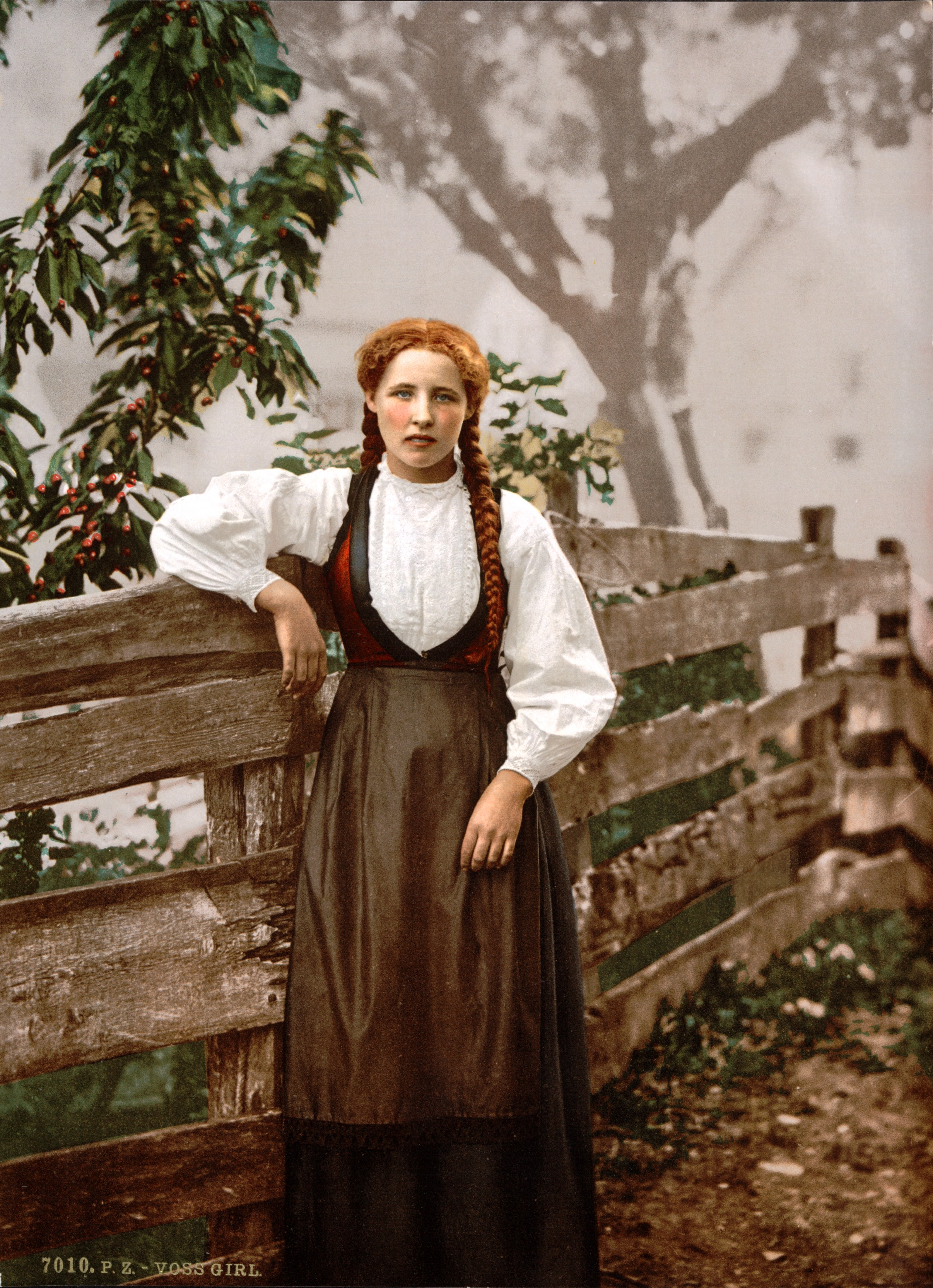
Дівчина з Восс, 1900
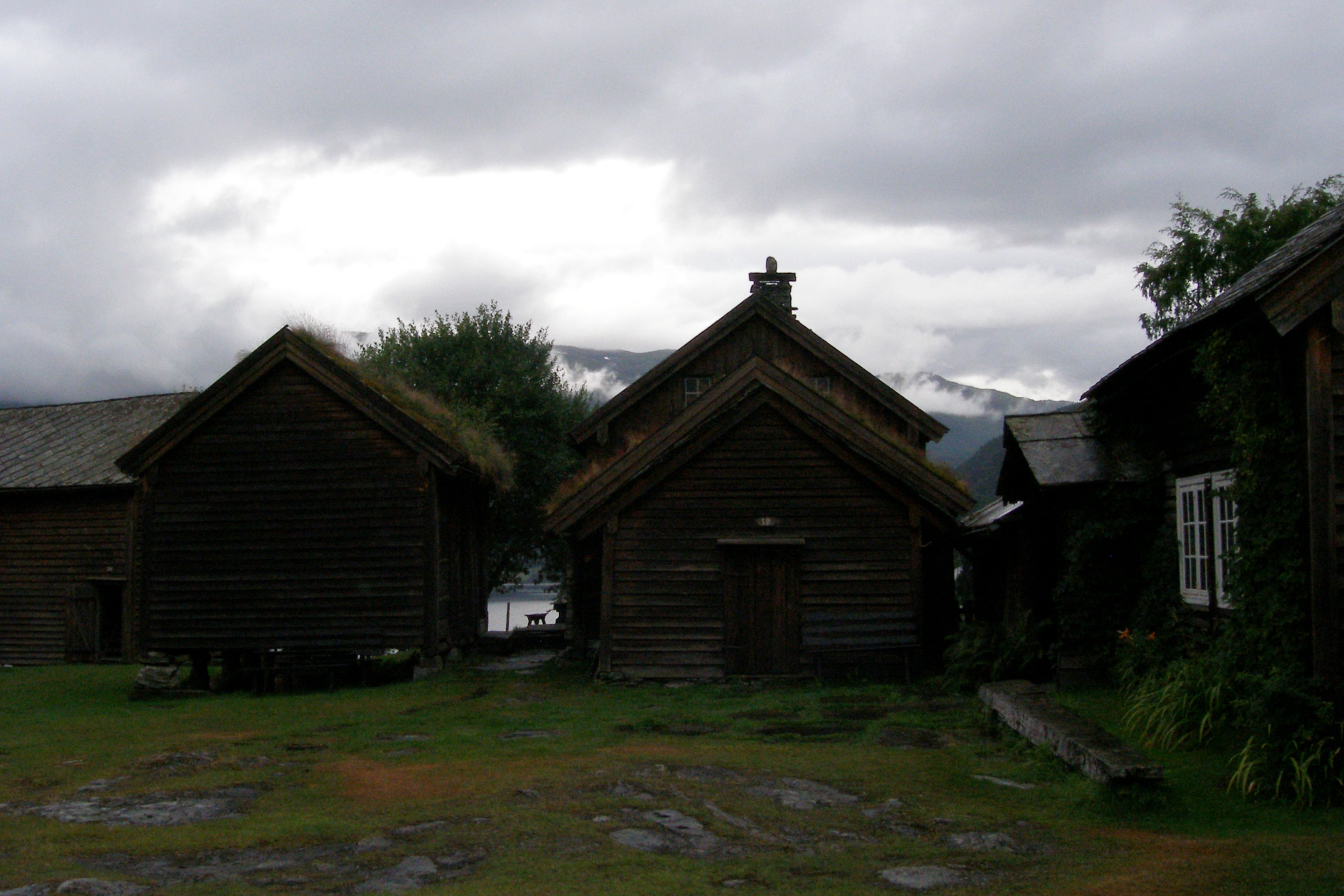
Сільськогосподарські будівлі в музеї
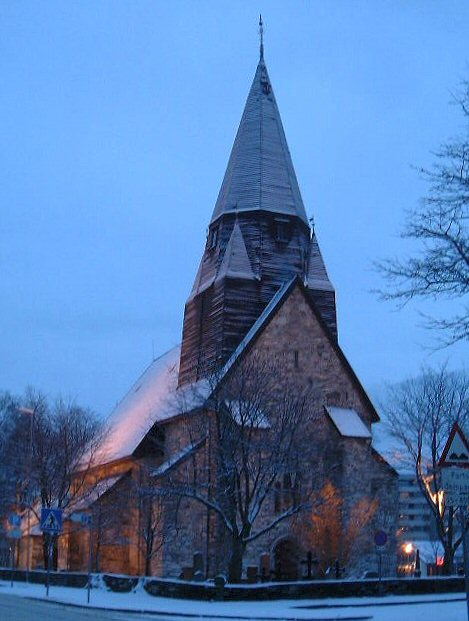
Церква 1277 року
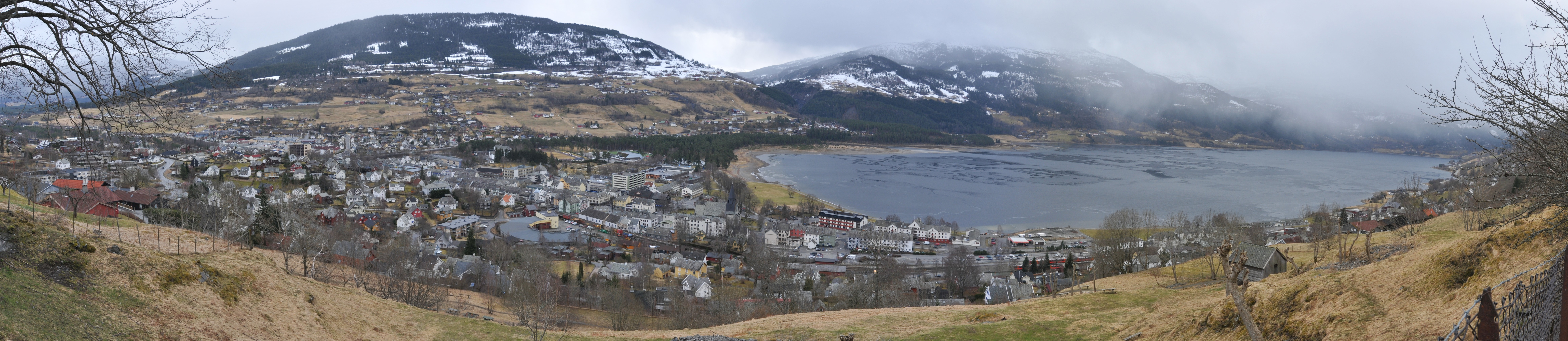
Панорамний вигляд Воссу на початку весни